# Tlaquahuitl
Tlaquahuitl ist ein Längenmaß des mittelamerikanischen Volks der Acolhua.
Zur Berechnung von Grundflächen in unebenem Gelände benutzen die Acolhua als Längenmaß den Tlaquahuitl, der etwa 2,5 m lang ist. Ein senkrechter Strich steht für einen Tlaquahuitl, 20 Tlaquahuitl wurden durch einen ausgefüllten Kreis dargestellt.
Neben der Anzahl wurden auch Bruchteile eines Tlaquahuitl verwendet. Ein Pfeil bezeichnete 1/2 Tlaquahuitl, die Hand  3/5  und ein Knochen 1/5. Diese Teillängen werden benutzt, wenn eine Kante nicht genau einem ganzzahligen Vielfachen eines Tlaquahuitl entsprach.